# Лобан Юлія Миколаївна
Ю́лія Микола́ївна Лоба́н (* 2000) — українська легкоатлетка-багатоборка. Призерка чемпіонатів України.

## З життєпису
Народилась 2000 року. Представляє Чернігівську область. Проживає в місті Бровари.
Чемпіонат Європи з легкої атлетики серед юніорів 2019 — 12-та (семиборство).
Чемпіонат Європи з легкої атлетики серед молоді 2021 — 10-та (семиборство). Чемпіонат України з легкої атлетики 2021 — срібна нагорода (семиборство). Чемпіонат України з легкої атлетики в приміщенні 2021 — срібна нагорода (п'ятиборство).
У 2022 році дебютувала на дорослому чемпіонаті світу в приміщенні — десяте місце. Чемпіонат Європи з легкої атлетики 2022 — 12-та сходинка.
Чемпіонат Європи з легкої атлетики в приміщенні 2023 — 12-те місце. Встановила новий особистий рекорд і виконала норматив МСМК. Срібна призерка Літньої універсіади-2023 в семиборстві. Чемпіонка України-2023 в жіночому п'ятиборстві.
Чемпіонат світу з легкої атлетики в приміщенні 2024 — 6-та сходинка у п'ятиборстві.